# Фонтаниле (Кунео)
Фонтаниле је насеље у Италији у округу Кунео, региону Пијемонт.
Према процени из 2011. у насељу је живело 8 становника. Насеље се налази на надморској висини од 1485 м.